# Tameka Williams
Tameka Williams, född 31 augusti 1989 i Basseterre, Saint Kitts och Nevis, är en kortdistanslöpare Saint Kitts och Nevis. Hon skulle tävlat i 100 och 200 meter för Saint Kitts och Nevis i olympiska sommarspelen 2012, men diskvalificerades på grund av dopning med dopingpreparatet "Blast-Off-Red", som vanligtvis används på tävlingsdjur.